# アスカ (自動車部品)
アスカ株式会社（英: ASKA CORPORATION ）は、愛知県刈谷市に本社を置く自動車部品メーカー。自動車部品の他に、配電盤やFAシステムの製造も行っている。同社のサッカー部であるAS刈谷は東海社会人サッカーリーグに加盟している。名古屋証券取引所メイン市場単独上場銘柄である。

## 沿革
- 1953年（昭和28年）12月25日 - 片山工業株式会社として設立[1]。
- 1985年（昭和60年）11月 - 自動車大型部品の生産を目的として幸田工場を設置。
- 1992年（平成4年）3月 - アスカ株式会社に商号を変更[1]。
- 1997年（平成9年）7月29日 - 名古屋証券取引所市場第二部に株式を上場[1]。
- 2004年（平成16年） - 米国に子会社AEC（現・ASKA USA CORPORATION）を設立する。
- 2008年（平成20年）
  - 2月 - 愛知ブランド企業の認定を受ける[2]。
  - 4月 - 愛知県豊田市にロボットシステム事業の製造拠点として豊田工場を設置。
- 2011年（平成23年）5月 - 中国に阿司科機電（上海）有限公司を設立する[1]。
- 2012年（平成24年）
  - 3月28日 - ユニマットホールディングより株式会社岡山国際サーキットの全株式を取得し、完全子会社化[1][3]。
  - 7月 - インドネシアにAUTO ASKA INDONESIAを設立する[1]。
  - 7月 - AMI株式会社を設立する[1]。
- 2015年（平成27年）3月31日 - 子会社のアームス株式会社の全株式を譲渡[4]。
- 2016年（平成28年）11月 - 株式会社ジャスティスの全株式を取得し、子会社化[1][2]。
- 2017年（平成29年）8月 - 愛知県高浜市に配電盤事業の製造拠点として高浜工場を稼働。
- 2018年（平成30年）7月 - 名古屋市に株式会社MIRAI-LABを設立[1]。
- 2022年（令和4年）4月 - 市場区分見直しにより、名古屋証券取引所の市場第二部からメイン市場に移行[1]。

## 事業所
- 本社　　（愛知県刈谷市）
- 刈谷工場（愛知県刈谷市）
- 幸田工場（愛知県額田郡幸田町）
- 高浜工場（愛知県高浜市）
- 豊田工場（愛知県豊田市）

## 関連会社
- 株式会社岡山国際サーキット（岡山県美作市）
- AMI株式会社（愛知県小牧市）
- 株式会社ジャスティス（愛知県豊田市）
- ASKA USA CORPORATION（アメリカ）
- PT. AUTO ASKA INDONESIA（インドネシア）
- 株式会社MIRAI-LAB（名古屋市）
- アスカ有限会社（愛知県刈谷市）
- N&Aテック株式会社（愛知県刈谷市）
- 上海五友汽車零部件有限公司（中国）